# Possibilismo geografico
Il possibilismo geografico (o ecologismo umanista)  è una corrente di pensiero fondata in Francia all'inizio del XX secolo dal geografo francese Paul Vidal de La Blache. Vidal, dopo aver studiato la geografia del determinismo di scuola tedesca che affermava che l'uomo è rigidamente vincolato dall'ambiente fisico, formulò un pensiero innovativo secondo il quale l'individuo è invece un fattore geografico in grado, con la sua libera azione, di modellare e modificare il territorio.

## Descrizione
L'uomo, infatti, compie delle scelte tra le varie possibilità offerte dal territorio e con la tecnologia e la civiltà riesce addirittura ad aggirare gli ostacoli della natura, lasciando la sua impronta nell'«ambiente di vita».
Tutto questo porta i geografi francesi del tempo alla visione di una «terra fortemente umanizzata» , mentre nel resto del panorama geografico politico, fino alla conclusione della seconda guerra mondiale, prevarranno le concezioni deterministe di Friedrich Ratzel e Halford Mackinder.
Partendo dal paesaggio, che la collettività umana modifica con il suo "genere di vita", si arriva alla regione, rappresentazione concreta del binomio uomo-ambiente. Ogni regione è dunque unica e irripetibile, mai se ne troveranno due uguali, anche di fronte a paesaggi originariamente simili (concetto di regione vidaliana).
Il possibilismo di Vidal insiste in particolar modo sulla peculiarità di ogni società, contro il determinismo, che invece, ritenendo l'uomo assolutamente vincolato all'ambiente, sosteneva che ogni civiltà è frutto della sola componente ambientale. Anche in contesti simili, dunque, un ruolo fondamentale per l'evoluzione storica delle società è fornito dalle componenti antropiche e culturali.
Altro esponente del possibilismo sarà Lucien Febvre (1878-1956), che per primo usò questa espressione nel senso de «il complesso di abitudini e di concezioni organizzate e sistematiche» con il quale gli uomini stabiliscono il loro rapporto con l'ambiente naturale in modo da assicurarsi uno sfruttamento equilibrato delle sue risorse modificando in questo modo il territorio e il paesaggio.. Febvre con il suo concetto di "accidente storico" (quale evento incognito che modifica il corso del processo di una civiltà), darà inoltre altre basi solide alla scuola di pensiero francese. 
Sviluppi importanti del possibilismo si ebbero ad opera di Maximilien Sorre e, in Italia, di Roberto Almagià e Lucio Gambi.
La corrente del funzionalismo dopo la metà del secolo ha caratterizzato il superamento del possibilismo geografico.